# Elbow Beach
Elbow Beach è il terzo album in studio della cantante britannica Louise, pubblicato nel 2000.

## Tracce
1. Beautiful Inside
2. First Kiss (The Wedding Song)
3. 2 Faced
4. For Your Eyes Only
5. Egyptian Queen
6. The Best Thing
7. Bedtime
8. That's What Friends Are For
9. Take You There
10. City Box Fix
11. In Our Room
12. Lost